# 2023年亞洲冬季棒球聯盟
2023年亞洲冬季棒球聯盟（英語：Asia Winter Baseball League 2023），是由中華職棒大聯盟所主辦的第八屆亞洲冬季棒球聯盟賽事，本屆賽事共有二個國家（六支隊伍）參賽，分別是來自台灣的隊伍，以中華職棒組成的中職聯隊、新加盟球隊台鋼雄鷹及U23世界盃中華培訓參賽；另外是來自日本的隊伍，以日本職棒組成紅隊和白隊及日本社會人參賽，最終由台鋼雄鷹拿下本屆賽事的總冠軍。

## 賽制
- 自2023年11月25日起：每週七日皆有比賽，全季共56場賽事（包含五場季後賽，每支球隊在例行賽將各出賽十七場，彼此對戰三至四場比賽）；同一球場1日2場比賽日間賽事為12:05，晚場賽事為18:05。同一球場1日1場比賽為13:05（12月10日，台南的第42場除外），例行賽、排名賽及四強賽採9局制，平手不延長；冠軍賽平手得延長且無局數限制。
- 例行賽：依勝率決定名次，勝率相同時依對戰勝敗（多勝者贏）、對戰失分率（率低者贏）、例行賽失分率（率低者贏）及例行賽得分（多者贏）等次序比較決定名次。
- 季軍賽及冠軍賽：由例行賽排名較高者為後攻。
- 第五-六名排名賽：由例行賽第六名對第五名。
- 第一至第四名排名賽：由例行賽第二名對例行賽第三名、例行賽第一名對例行賽第四名，敗者兩隊爭奪季軍、勝者兩隊爭奪冠軍。
- 排名賽、四強賽、季軍賽：若和局或因不可抗力因素而無法進行，則例行賽排名在前者獲勝。
- 冠軍賽：若正規九局無法分出勝負，則進入延長賽，無和局；若因不可抗力因素而無法進行，則例行賽排名在前者獲勝。

## 各隊登錄球員

### 中華培訓
總教練：郭李建夫（開南）
教練團：林　瀚（合庫）、周宗志（新北禾聯）、余浩奕（開南）、李軾揚（文化）、陳宗宏（臺北興富發）、陳昱銘（桃園市）
投　手：呂承展（桃園市）、邱志鵬（台中市）、郭定泓（台電）、黃震武（新北禾聯）、賴延峰（合庫）、張晉恩（台南市）、
　　　　丁祥晉（桃園市）、逸信．阿娜斯（台中市）、宋昌宸（屏東紅尾）、劉士瑜（全越）、王宇傑（台電）、林孟佶（桃園市）、
　　　　林聖榮（全越）
捕　手：舒治偉（臺北興富發）、張鐿騰（台電）、朱瑋淇（合庫）、廖期脩（台中市）
內野手：鄭俊瑋（台電）、黃柏叡（台電）、高偉倫（臺北興富發）、烏凱恩（台中市）、翁耀宗（屏東紅尾）、張宇辰（屏東紅尾）、
　　　　吳嘉峻（新北禾聯）、賴俊（新北禾聯）
外野手：潘瑋祥（新北禾聯）、盧彥祖（屏東紅尾）、陳致語（合庫）、林偉傑（全越）、陳俊仁（全越）
※備註：教練郭李建夫、周宗志及余浩奕將於11月27日至12月10日擔任任亞錦賽教練，其中總教練郭李建夫的職務將由林瀚代理。

### 中職聯隊
總教練：高志綱（統一）
教練團：陳江和（中信）、蕭一傑（味全）、郭峰駿（中信）、川岸強（樂天）、朱元勤（統一）、詹智堯（富邦）、
　　　　林　偉（統一）
投　手：李　超（味全）、舒治浩（樂天）、潘奕誠（富邦）、林暉盛（中信）、莊玉彬（味全）、曾家輝（樂天）、
　　　　邱駿威（樂天）、賴知頎（樂天）、馮　皓（中信）、林鋅（味全）、吳君奕（味全）、林華偉（樂天）、
　　　　陳柏豪（中信）、辛俊昇（統一）、楊孟沅（統一）、李嘉祥（統一）
捕　手：張　翔（統一）、李展毅（味全）、豊　暐（富邦）、魏　全（味全）
內野手：王念好（富邦）、葉子霆（富邦）、何恆佑（統一）、曾傳昇（味全）、陳佳樂（樂天）、黃勇傳（統一）、
　　　　馬傑森（樂天）
外野手：周佳樂（富邦）、田子（統一）、林政華（樂天）、蔡佳諺（富邦）、冉承霖（味全）
※備註1：原入選的富邦悍將投手江國豪退出，改由樂天桃猿投手賴知頎遞補。

※備註2：捕手林吳晉瑋及內野手張仁瑋因傷退出，由魏全及陳佳樂遞補。

※備註3：外野手曾頌恩因傷退出，由李展逸遞補。

### 台鋼雄鷹
總教練：洪一中
教練團：鄧蒔陽、黃甘霖、蔡昱詳、路易士、鄭乃文、横田久則、沈柏蒼、蕭任汶、鄭漢禮、林振賢、福永春吾
投　手：蕭柏頤、小野寺賢人、席　斯、鄧佳安、謝葆錡、陳正毅、王柏傑、陳宇宏、李欣穎、陳翊瑄、翁瑋均、
　　　　塩田裕一、陳冠豪、王溢正、張竣凱、王梓安、霍　斯、巫柏葳、黃　群、張喜凱、林詩翔、曾奕翔、
　　　　伍祐城、黃紹睿、陳暐皓、曾品洋、陳柏清、許育銘、郭俞延、楊達翔、黃勃睿
捕　手：廖奕安、張肇元、吳明鴻、陳致嘉、邱　邦、陳世嘉、吳柏萱
內野手：曾子祐、顏郁軒、陳飛霖、王博玄、林家鋐、紀慶然、黃秉揚、黃劼希、胡冠俞、馬許晧、杜家明、
　　　　張誠恩
外野手：葉保弟、林威漢、孫易伸、巴奇達魯·妮卡兒、曾宸佐、顏清浤、高聖恩、洪瑋漢、藍寅倫

### 日職紅隊
總教練：関川浩一（軟銀）
教練團：寺原隼人（軟銀）、金子圭輔（軟銀）、岸田護（歐力士）、飯田大祐（歐力士）、伊志嶺翔大（羅德）、土橋勝征（養樂多）
投　手：風間球打（軟銀）、川瀨堅斗（歐力士）、沼田翔平（養樂多）、鈴木勇斗（阪神）、菊地吏玖（羅德）、才木海翔（歐力士）、
　　　　高野脩汰（羅德）、日高暖己（歐力士）、丸山翔大（養樂多）、佐藤宏樹（軟銀）、大竹風雅（軟銀）、井﨑燦志郎（軟銀）、
　　　　田中怜利ハモンド（軟銀）
捕　手：牧原巧汰（軟銀）、村上喬一朗（歐力士）、中川勇斗（阪神）
內野手：北村惠吾（養樂多）、大里昂生（歐力士）、藤野惠音（軟銀）、桑原秀侍（軟銀）
外野手：並木秀尊（養樂多）、元謙太（歐力士）、正木智也（軟銀）、來田涼斗（歐力士）、野口恭佑（阪神）
※備註1：原入選的阪神虎隊投手森木大智退出，改由歐力士野牛隊投手川瀨堅斗遞補。

※備註2：捕手中川勇斗及Ikhine Itua因傷退出，由田中怜利ハモンド遞補，另將教練飯田大祐、金子圭輔及伊志嶺翔大登錄為選手以因應傷兵人數不足問題。

### 日職白隊
總教練：駒田德廣（巨人）
教練團：橋本到（巨人）、大竹寬（巨人）、小杉陽太（DeNA）、青木智史（西武）、荒川雄太（西武）、森越祐人（中日）
投　手：小園健太（DeNA）、富田龍（巨人）、山田龍聖（巨人）、青山美夏人（西武）、仲地礼亜（中日）、松本隆之介（DeNA）、
　　　　鴨打瑛二（巨人）、西垣雅矢（樂天）、直江大輔（巨人）、高田琢登（DeNA）、上田洸太朗（中日）、堀田賢慎（巨人）、
　　　　松木平優太（中日）
捕　手：大津綾也（巨人）、石橋康太（中日）、是澤涼輔（西武）
內野手：村松開人（中日）、粟飯原龍之介（DeNA）、濱將乃介（中日）、鈴木蓮（DeNA）、野村和輝（西武）
外野手：鈴木大和（巨人）、鵜飼航丞（中日）、萩尾匡也（巨人）、古川雄大（西武）、前田銀治（樂天）、武藤敦貴（樂天）

### 日本社會人
總教練：川口朋保（三菱自動車）
教練團：飯塚智広（NTT東日本）、松田大（JFE東日本）、加藤徹（日本製鉄室蘭）、森田洋生（四國銀行）、山田幸二郎（大阪ガス）
投　手：柳橋巧人（JR東海）、西村王雅（東芝）、佐藤廉（Yamaha）、佐藤亜蓮（TDK）、高橋佑輔（東邦ガス）、
　　　　森圭名（三菱重工East）、近藤壱来（JR四國）、鷲尾昂哉（三菱重工West）、江村伊吹（バイタルネット）、
　　　　平元銀次郎（日本通運）、高橋佑樹（東京ガス）
捕　手：福井章吾（トヨタ自動車）、戸高誠也（大阪ガス）、幸明慶勲（伏木海陸運送）、丸山竜治（Honda熊本）、
　　　　長壱成（Honda鈴鹿）
內野手：中川智裕（セガサミー）、武田登生（日本新薬）、高波寬生（大阪ガス）、添田真海（日本通運）、山口乃義（王子）、
　　　　瀬戸西純（ENEOS）、樫村昌樹（日本製鉄鹿島）、江越啓太（三菱重工East）、新田旬希（JFE西日本）、
　　　　藤井拓海（四國銀行）、德丸天晴（NTT西日本）
外野手：清水聖也（大阪ガス）、内山京祐（NTT東日本）、網谷圭将（Yamaha）、三井健右（大阪ガス）、若林将平（日本新薬）、
　　　　山中稜真（三菱重工East）、山本ダンテ武蔵（Panasonic）
※備註：教練川口朋保、松田大及加藤徹將於11月30日至12月11日擔任亞錦賽教練，其中總教練川口朋保的職務將由森田洋生代理。

## 例行賽成績
| 排名 | 隊伍       | 應賽 | 已賽 | 勝 | 敗 | 和 | 勝率 | 勝差 |
| ---- | ---------- | ---- | ---- | -- | -- | -- | ---- | ---- |
| 1    | 日本社會人 | 17   | 17   | 13 | 3  | 1  | .813 | –    |
| 2    | 台鋼雄鷹   | 17   | 17   | 9  | 6  | 2  | .600 | 3.5  |
| 3    | 中職聯隊   | 17   | 17   | 8  | 7  | 2  | .533 | 4.5  |
| 4    | 日職紅隊   | 17   | 17   | 9  | 8  | 0  | .529 | 4.5  |
| 5    | 日職白隊   | 17   | 17   | 7  | 9  | 1  | .438 | 6    |
| 6    | 中華培訓   | 17   | 17   | 2  | 15 | 0  | .118 | 11.5 |

## 季後賽成績

### 第五、六名排名賽
| 中華培訓                                                                                      | 0 | 2 | 0 | 0 | 2 | 2 | 0 | 0 | 0 | 6 | 10 | 2 |
| 日職白隊                                                                                      | 0 | 0 | 1 | 1 | 0 | 0 | 0 | 2 | 2 | 6 | 13 | 1 |
| 全壘打： 中華培訓：無 日職白隊：前田銀治（1） 觀眾人數： 0人 比賽時間：4小時22分鐘 比賽總記錄 |   |   |   |   |   |   |   |   |   |   |    |   |

### 四強賽
| 中職聯隊                                                                               | 0 | 0 | 0 | 0 | 2 | 0 | 1 | 0 | 2 | 5 | 9  | 1 |
| 台鋼雄鷹                                                                               | 0 | 1 | 0 | 0 | 0 | 1 | 0 | 0 | 3 | 5 | 13 | 1 |
| 全壘打： 中職聯隊：無 台鋼雄鷹：無 觀眾人數： 1,200人 比賽時間：3小時28分鐘 比賽總記錄 |   |   |   |   |   |   |   |   |   |   |    |   |

| 日職紅隊 | 0 | 0 | 0 | 1 | 0 | 0 | 0 | 1 | 0 | 2 | 5 | 0 |
| 日本社會人 | 0 | 0 | 0 | 1 | 0 | 0 | 0 | 0 | 0 | 1 | 4 | 0 |
| 勝投： 高野脩汰 敗投： 西村王雅 救援成功： 才木海翔 全壘打： 日職紅隊：無 日本社會人：無 觀眾人數： 574人 比賽時間：2小時34分鐘 比賽總記錄 |   |   |   |   |   |   |   |   |   |   |   |   |

### 季軍賽
| 中職聯隊 | 1 | 0 | 0 | 0 | 0 | 0 | 0 | 0 | 3 | 4 | 11 | 1 |
| 日本社會人 | 0 | 0 | 0 | 0 | 1 | 0 | 0 | 1 | 0 | 2 | 10 | 0 |
| 勝投： 楊孟沅 敗投： 佐藤亜蓮 救援成功： 舒治浩 全壘打： 中職聯隊：無 日本社會人：無 觀眾人數： 1,636人 比賽時間：3小時07分鐘 比賽總記錄 |   |   |   |   |   |   |   |   |   |   |    |   |

### 冠軍賽
| 日職紅隊 | 0 | 0 | 0 | 0 | 0 | 0 | 0 | 0 | 1 | 1 | 6 | 1 |
| 台鋼雄鷹 | 3 | 0 | 4 | 0 | 0 | 0 | 0 | 0 | X | 7 | 7 | 1 |
| 勝投： 小野寺賢人 敗投： 日髙暖己 全壘打： 日職紅隊：桑原秀侍（1） 台鋼雄鷹：無 觀眾人數： 1,614人 比賽時間：2小時51分鐘 比賽總記錄 |   |   |   |   |   |   |   |   |   |   |   |   |

## 最終排名
| 排名 | 隊伍       |
| ---- | ---------- |
|      | 台鋼雄鷹   |
|      | 日職紅隊   |
|      | 中職聯隊   |
| 4    | 日本社會人 |
| 5    | 日職白隊   |
| 6    | 中華培訓   |

## 獎項

### 個人獎項
| 獎項     | 球員     | 所屬球隊   |
| -------- | -------- | ---------- |
| 打擊王   | 網谷圭将 | 日本社會人 |
| 打點王   | 添田真海 | 日本社會人 |
| 全壘打王 | 鵜飼航丞 | 日本白隊   |
| 安打王   | 網谷圭将 | 日本社會人 |
| 盜壘王   | 添田真海 | 日本社會人 |
| 勝投王   | 林暉盛   | 中職聯隊   |
| 防禦率王 | 霍 斯    | 台鋼雄鷹   |
| 救援王   | 才木海翔 | 日職紅隊   |
| 中繼王   | 菊地吏玖 | 日職紅隊   |
| 三振王   | 佐藤亜蓮 | 日本社會人 |

## 外部連結
- 2023年亞洲冬季棒球聯盟在台灣棒球維基館上的頁面（繁體中文）
- 亞洲冬季棒球聯盟官方網站 （页面存档备份，存于）